# Colangia moseleyi
Colangia moseleyi is een rifkoralensoort uit de familie van de Caryophylliidae. De wetenschappelijke naam van de soort is voor het eerst geldig gepubliceerd in 1927 door Faustino.